# Resistencia polaca
La Resistencia polaca durante la Segunda Guerra Mundial, con el Ejército Nacional (Armia Krajowa) en primera línea, fue el movimiento de resistencia clandestino más importante en toda la Europa ocupada por la Alemania nazi, que cubría las zonas alemana y soviética de ocupación. La defensa polaca contra la ocupación nazi fue una parte importante de la Resistencia durante la Segunda Guerra Mundial contra el fascismo. Es famosa por haber interrumpido las líneas de suministro alemanas al Frente Oriental, por proporcionar inteligencia militar a los británicos y por salvar más vidas judías en el Holocausto que cualquier otra organización o gobierno aliado. Formó parte del Estado secreto polaco.

## Organizaciones

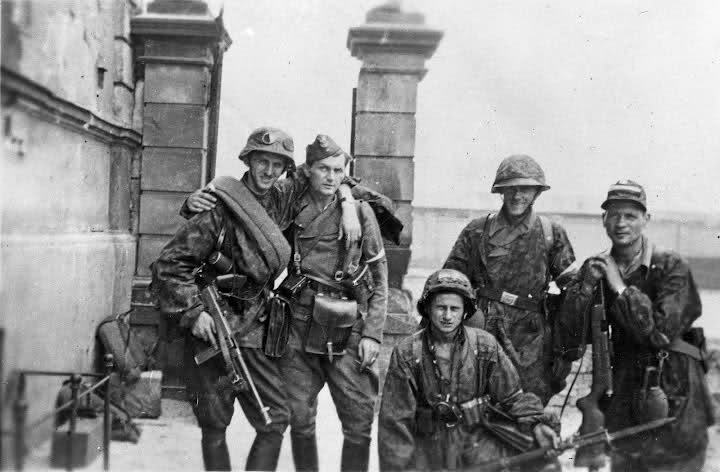
Soldados del Kolegium "A" del Kedyw en la calle Stawki en el distrito de Wola. Alzamiento de Varsovia, 1944.

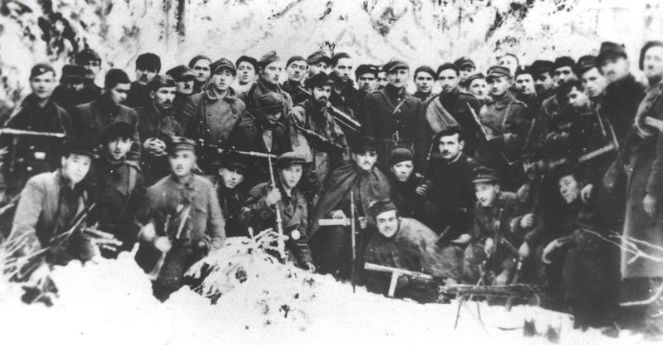
Partisanos polacos del área de Kielce, unidad "Jędrusie" en 1945.

La mayor de todas las organizaciones de resistencia polaca fue el Ejército Nacional (en polaco: Armia Krajowa o AK), leal al Gobierno polaco en el exilio con sede en Londres. El AK fue formado en 1942 desde el interior del Związek Walki Zbrojnej (ZWZ, Unión para la Lucha Armada, creada en 1939) e incorporó a la mayor parte de grupos de resistencia polaca, con excepción de los comunistas y algunos grupos de extrema derecha. Fue el brazo militar del Estado Secreto Polaco. Desde 1943, el AK estaba en creciente competencia con el comunista Ejército Popular (en polaco: Armia Ludowa o AL), respaldado por la Unión Soviética y controlada por el Partido Obrero Polaco (Polska Partia Robotnicza o PPR). Después de la caída de Francia, los polacos que no estaban involucrados en el Ejército polaco en Francia y los combatientes que no escaparon al Reino Unido crearon la Resistencia polaca en Francia.

En el marco de todas las operaciones de inteligencias enemigas dirigidas contra Alemania, el servicio de inteligencia del movimiento de resistencia polaco adquirió gran importancia. El alcance y la importancia de las operaciones del movimiento de resistencia polaco [...] han sido en (varias fuentes) reveladas en conexión con la realización de importantes operaciones policiales de seguridad.
Heinrich Himmler, 31 de diciembre de 1942.

## Miembros de la Resistencia
Para 1944, el Armia Krajowa tenía unos 380.000 soldados, aunque no todos ellos estaban armados. En la Polonia ocupada también actuaban los Bataliony Chłopskie (BCh, Batallones de campesinos), que contaban con 175.000 combatientes; Narodowe Siły Zbrojne (NSZ, Fuerzas Armadas Nacionales), con 80.000 miembros y el más pequeño movimiento clandestino de comunistas Armia Ludowa que sumaba alrededor de 30.000 miembros apoyados por el Ejército Rojo. Para el verano de 1944, las fuerzas polacas en la clandestinidad ascendían a más de 300.000, con algunos estimados de más de 400.000-600.000.

## Acciones y operaciones de inteligencia, 1939-1945

### 1939

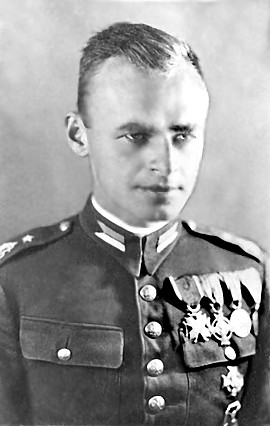
Witold Pilecki, fundador de la organización Ejército secreto polaco (Tajna Armia Polska) y agente secreto de la Resistencia polaca en Auschwitz.

El 9 de noviembre de 1939, los dos miembros del Ejército polaco Witold Pilecki y el mayor Jan Włodarkiewicz fundaron el Tajna Armia Polska (TAP, Ejército secreto polaco), una de las primeras organizaciones clandestinas en Polonia después de la derrota. Pilecki se convirtió en el comandante organizacional, cuando el TAP se expandió para cubrir no solo Varsovia, sino también Siedlce, Radom, Lublin y otras ciudades importantes de Polonia central. Para 1940, el TAP tenía aproximadamente 8.000 combatientes (más de la mitad de ellos armados), unas 20 ametralladoras y varios fusiles antitanque Maroszek Kb Ur wz.35. Posteriormente, la organización fue incorporada a la Związek Walki Zbrojnej (ZWZ, Unión para la Lucha Armada), más tarde renombrada y más conocida como el Ejército Nacional Armia Krajowa (AK).

### 1940

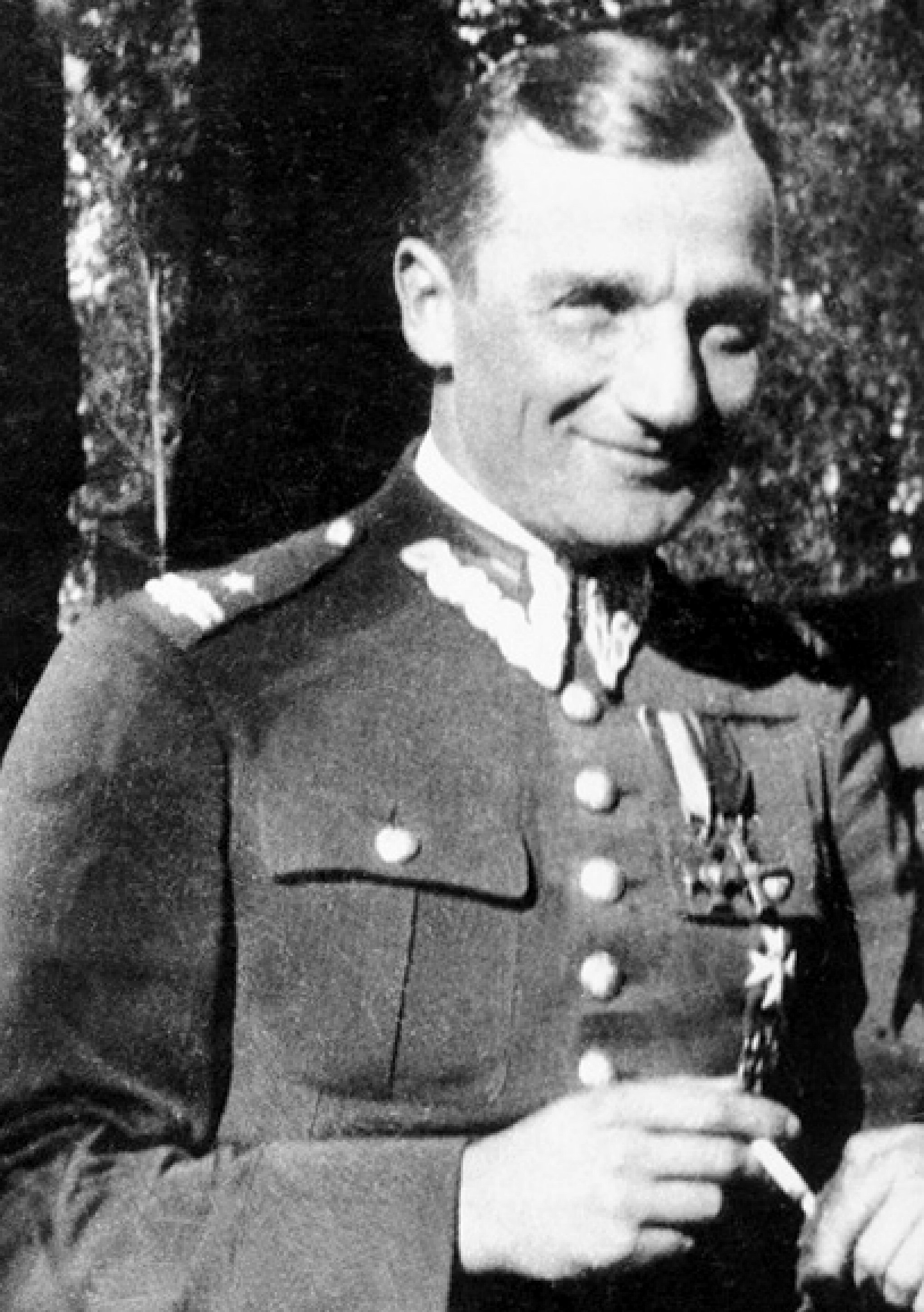
Mayor Henryk Dobrzański, alias, "Hubal"

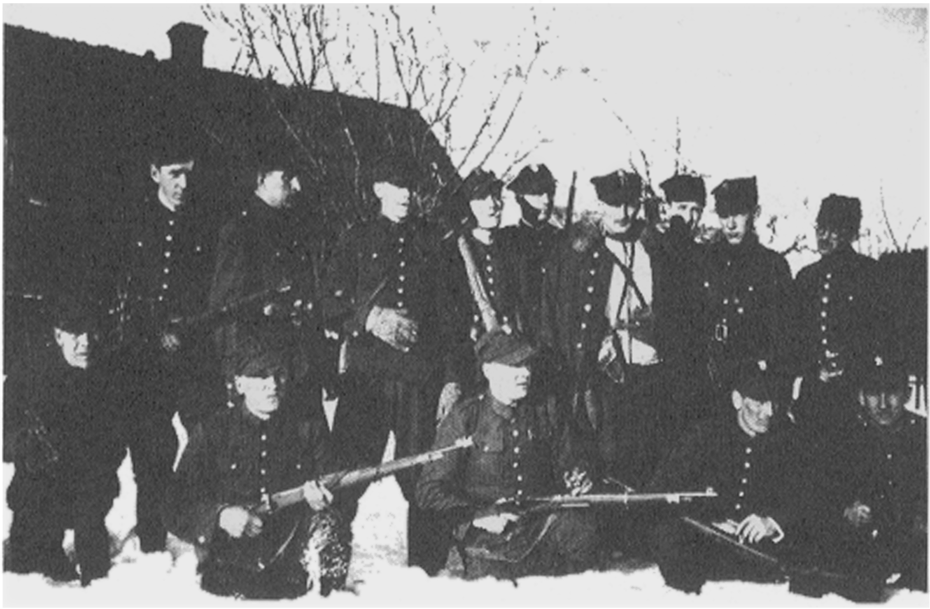
"Hubal" y su unidad de partisanos en el invierno de 1940.

En marzo de 1940, una unidad de partisanos de la primera guerrilla en la Segunda Guerra Mundial en Europa bajo el mando del mayor Henryk Dobrzański "Hubal" destruyó por completo un batallón de la infantería alemana en una escaramuza cerca de la localidad de Huciska. Pocos días después, una emboscada cerca de Szałasy infligió fuertes bajas a otra unidad alemana. Para contrarrestar esta amenaza, las autoridades alemanas formaron una unidad antipartisana especial compuesta de 1000 soldados de las fuerzas combinadas SS–Wehrmacht, incluyendo un grupo Panzer. Si bien la unidad del mayor Dobrzański nunca excedió los 300 combatientes, los alemanes desplegaron por lo menos 8.000 soldados en la zona para asegurarla.
En 1940, Witold Pilecki, un miembro de la Resistencia polaca, presentó a sus superiores un plan para ingresar al campo de concentración de Auschwitz para recopilar información de inteligencia desde el interior del campo y organizar la resistencia de los prisioneros. El AK aprobó su plan y le proporcionó un carné de identidad falso y, el 19 de septiembre de 1940, Pilecki se dejó aprehender deliberadamente en una redada en Varsovia, donde fue atrapado por los alemanes junto con otros civiles y fue enviado a Auschwitz. En el campo, organizó al grupo clandestino Związek Organizacji Wojskowej (ZOW, Unión de Organizaciones Militares). Desde octubre de 1940, el ZOW envió su primer informe sobre el campo y, en noviembre de 1940, informó sobre el genocidio al cuartel general del Armia Krajowa en Varsovia, por medio de la red de resistencia organizada en Auschwitz.
Durante la noche del 21 al 22 de enero de 1940, en el pueblo de Chortkov, en la Podolia ocupada por los soviéticos, se inició el Alzamiento de Chortkov. Fue el primer levantamiento polaco durante la Segunda Guerra Mundial. Polacos antisoviéticos, la mayoría de ellos adolescentes de escuelas locales, atacaron los barracones del Ejército Rojo y una prisión, para liberar a soldados polacos encarcelados en ella.
A fines de 1940, Aleksander Kamiński creó la organización juvenil de resistencia polaca Wawer, la cual formaba parte del Szare Szeregi (nombre en clave de la asociación escultista polaca). La organización realizó operaciones menores de sabotaje en la Polonia ocupada: su primera acción fue pintar una serie de grafitis en Varsovia en torno a la Nochebuena de 1940, en conmemoración de la masacre de Wawer. Miembros de la unidad del AK Wawer de pequeño sabotaje pintaron la frase «"Pomścimy Wawer"» ("Vengaremos Wawer") en varios muros de Varsovia. Primero, pintaron el texto completo; luego, para ahorrar tiempo, lo acortaron a dos letras: P y W. Más tarde, inventaron el emblema Kotwica -"Ancla"- que se convirtió en el símbolo de toda la Resistencia polaca en la Polonia ocupada.

### 1941
Desde abril de 1941, la Oficina de Información y Propaganda de la Unión para la Lucha armada inició la Operación N, encabezada por Tadeusz Żenczykowski, que incluía actividades de sabotaje, subversión y propaganda negra.
Desde marzo de 1941, los informes de Witold Pilecki fueron remitidos al Gobierno polaco en el exilio y, a través de él, a los gobiernos británicos y a los Aliados en general. Estos informes hicieron público a los Aliados el Holocausto y fueron la principal fuente de inteligencia sobre Auschwitz-Birkenau para las potencias aliadas.
El 7 de marzo de 1941, dos agentes polacos del AK mataron al actor y colaborador nazi Igo Sym en su departamento en Varsovia. En represalia, 21 rehenes polacos fueron ejecutados. Asimismo, varios artistas polacos fueron arrestados por los nazis y enviados a Auschwitz, entre ellos, figuras tan famosas como los directores Stefan Jaracz y Leon Schiller.
En julio de 1941, Mieczysław Słowikowski (bajo el nombre en clave «Rygor» — polaco para "Rigor") estableció la Agencia África, una de las organizaciones de inteligencia más exitosas de la Segunda Guerra Mundial.
Sus aliados polacos en estos esfuerzos incluyeron al coronel Gwido Langer y al mayor Maksymilian Ciężki. La información recogida por la Agencia fue usada por los estadounidenses y los británicos para planificar el aterrizaje en África del Norte de la Operación anfibia Torch de noviembre de 1942. Estos fueron los primeros aterrizajes aliados a gran escala de la guerra y su éxito allanó el camino para la Campaña italiana de los Aliados.

### 1942

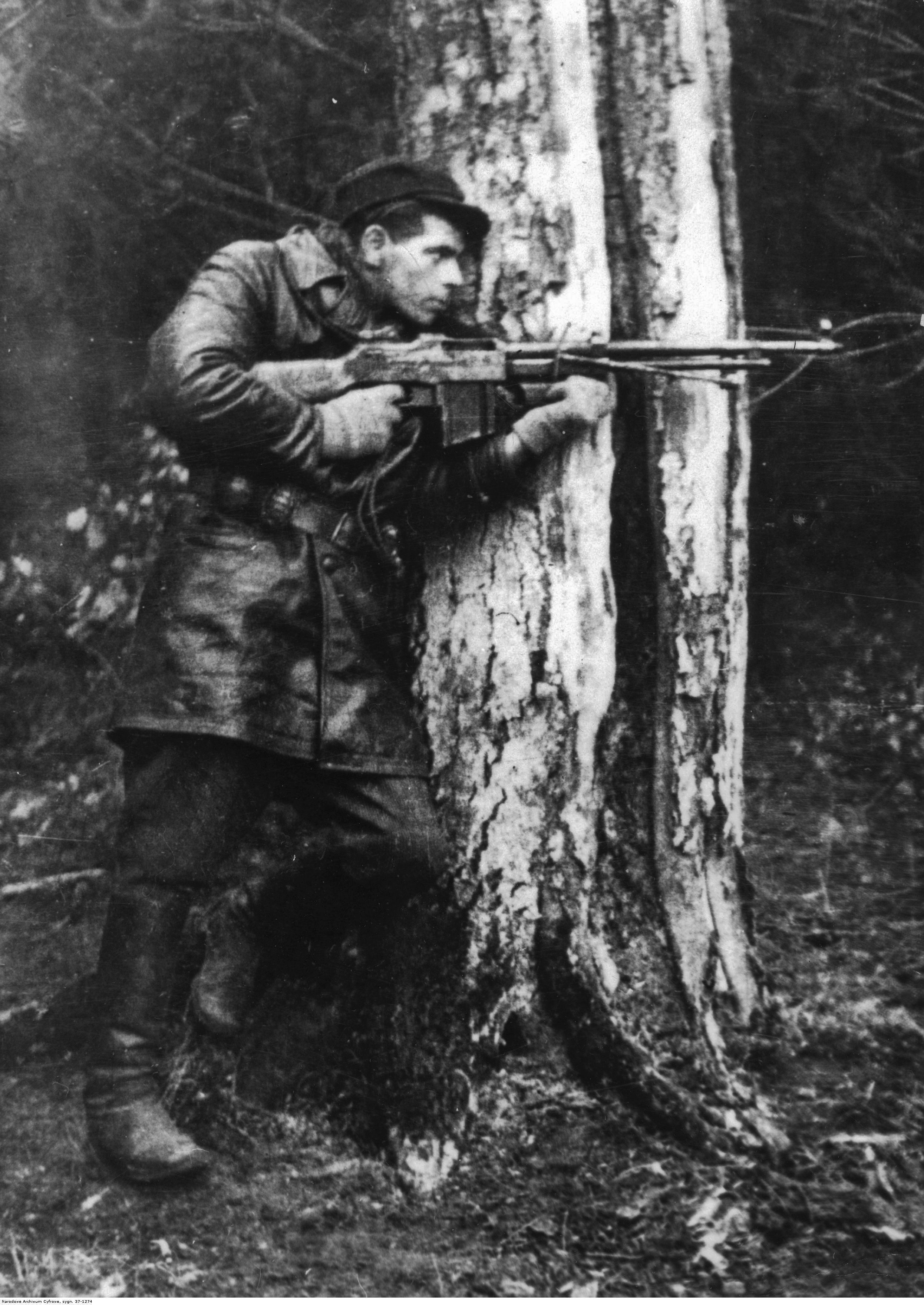
El partisano polaco Zdzisław de Ville "Zdzich", miembro del AK "Jędrusie" con la versión polaca del fusil automático Browning.

El 20 de junio de 1942 tuvo lugar la huida más espectacular del campo de concentración de Auschwitz. El ucraniano Eugeniusz Bendera y tres polacos, Kazimierz Piechowski, Stanisław Gustaw Jaster y Józef Lempart, realizaron una fuga arriesgada. Los prófugos se vistieron como miembros del SS-Totenkopfverbände, completamente armados en un vehículo de las SS. Salieron por la puerta principal en un automóvil Steyr 22 robado de Rudolf Hoss, con un informe de contrabando escrito por Witold Pilecki sobre el Holocausto. Los alemanes nunca capturaron a ninguno de ellos.
En septiembre de 1942, el Consejo de Ayuda a Judíos Żegota fue fundado por Zofia Kossak-Szczucka y Wanda Krahelska-Filipowicz ("Alinka") y estaba compuesto por activistas demócratas, así como otros católicos polacos. Polonia era el único país en la Europa ocupada donde existía una organización secreta dedicada a ello. La mitad de los judíos que sobrevivieron a la guerra (más de 50.000) fueron ayudados de alguna manera por Żegota. La activistas más famosa del Żegota fue Irena Sendler, directora de la división dedicada a los niños, que salvó a 2.500 niños judíos al sacarlos de contrabando fuera del gueto de Varsovia, proveyéndolos de documentos falsos y cobijarlos, ya sea individualmente o en grupo, en casas fuera del gueto.
En 1942 Jan Karski, informó a los gobiernos polaco, británico y estadounidense sobre la situación en Polonia, especialmente, el Holocausto de los judíos. Se reunió con políticos polacos en el exilio, incluyendo el primer ministro y miembros de partidos políticos, tales como el PPS, SN, SP, SL, Unión Judía y Poalei Zion. También habló con Anthony Eden, el Secretario de Asuntos Exteriores británico, e incluyó una declaración detallada sobre lo que había visto en Varsovia y en Bełżec.
El levantamiento de Zamość fue una revuelta armada del Armia Krajowa y del Bataliony Chłopskie contra la expulsión de polacos de la región de Zamość bajo el Generalplan Ost nazi. Los alemanes intentaban retirar a los polacos locales del área del Gran Zamość (por medio de expulsión forzada, traslado de campos de trabajos forzados o, en algunos casos, asesinato en masa) para alistar la colonización alemana. Duró de 1942 a 1944 y, a pesar de las grandes bajas sufridas por el aparato en la clandestinidad, los alemanes fracasaron.
La noche del 7 al 8 de octubre de 1942, empezó la Operación Wieniec, que tenía como objetivo atacar la infraestructura férrea cercana a Varsovia. Operaciones similares, que tenían como objetivo interrumpir el transporte y comunicación alemana en la Polonia ocupada, tuvieron lugar en los meses y años siguientes. Se centraban en las vías férreas, puentes y depósitos de suministros, principalmente cerca de nodos de transportes como Varsovia y Lublin.

### 1943
A inicios de 1943, dos conserjes polacos del campo de Peenemünde proporcionaron mapas, esbozos e informes al Armia Krajowa y, en junio de 1943, la inteligencia británica había recibido dos de esos informes. Cuando la información de reconocimiento e inteligencia relativa al cohete V2 fue más convincente, el Comité de De Defensa del Gabinete de guerra de Churchill dirigió el primer asalto planeado de la campaña (la Operación de bombardeo Hydra de Peenemünde en agosto de 1943) y la Operación Crossbow.
El 26 de marzo de 1943, fue lanzada la Operación Arsenal en Varsovia por los Szare Szeregi (Rangos Grises) del Estado secreto polaco. La operación exitosa resultó en la liberación del líder de tropas arrestado Jan Bytnar "Rudy". En un ataque en la prisión, Bytnar y otros 24 prisioneros fueron liberados.
En 1943, en Londres, Jan Karski se reunió con el periodista Arthur Koestler. Luego, viajó a los Estados Unidos para informar al presidente Franklin D. Roosevelt. En julio de ese año, volvió a informar personalmente a Roosevelt sobre la situación en Polonia. Durante este reunión, Roosevelt lo interrumpió súbitamente su informe y le preguntó sobre la condición de los caballos en la Polonia ocupada. También se reunión con otros líderes políticos en Estados Unidos, incluyendo a Felix Frankfurter, Cordell Hull, William Joseph Donovan y Stephen Wise. Asimismo, Karski presentó su informe en los medios de comunicación, a obispos de varias denominaciones (incluyendo al cardenal Samuel Stritch), miembros de la industria del cine y artistas de Hollywood, pero no tuvo éxito. Muchas de las personas con quienes habló no le creyeron o supusieron que su testimonio era muy exagerado o propaganda del Gobierno polaco en el exilio. 
En abril de 1943, los alemanes empezaron a deportar a los judíos restantes del gueto de Varsovia, lo que provocó el levantamiento del Gueto de Varsovia del 19 de abril al 16 de mayo. Algunas unidades del AK intentaron asistir a los rebeldes, pero la resistencia no estaba preparada y fue incapaz de derrotar a los alemanes. Una unidad del AK, Państwowy Korpus Bezpieczeństwa (Cuerpos de Seguridad Nacional), bajo el mando de Henryk Iwański ("Bystry"), peleó desde el interior del gueto junto con el ŻZW. Ambos grupos se retiraron juntos (incluyendo a 34 combatientes judíos). Si bien la acción de Iwański es la misión de rescate más conocida, fue solo una de muchas acciones llevadas a cabo por la Resistencia polaca para ayudar a los combatientes judíos. En un ataque, tres unidades del AK bajo el mando del capitán Józef Pszenny ("Chwacki") intentó volar con explosivos los muros del gueto, pero los alemanes impidieron esta acción. El AK y el GL entablaron combate con los alemanes del 19 al 23 de abril en seis puntos diferentes fuera de los muros del gueto, disparando contra los centinelas y posiciones alemanas y, en un caso, intentando hacer explotar una puerta. Tras el fracaso del levantamiento, los líderes judíos sabían que serían aplastados, pero prefirieron morir combatiendo que esperar a ser deportados a sus muertes en los campos de concentración nazis.

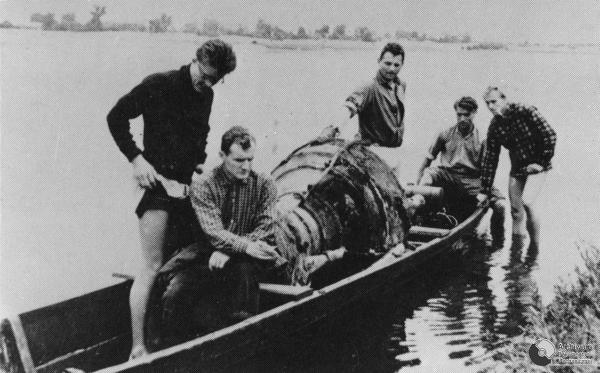
Miembros del AK recuperando un cohete V2 del río Bug Occidental.

En agosto de 1943, el cuartel general del Armia Krajowa ordenó la Operación Taśma, que fue una de las operaciones antinazis a gran escala del AK durante la guerra. En febrero de 1944, 13 puestos de avanzada alemanes fueron destruidos con pocas bajas de lado polaco.
Asimismo, se inició la Operacja Główki, una operación que incluía asesinatos en serie de personal nazi sentenciados a muerte por las Cortes Especiales por crímenes contra ciudadanos polacos en la Polonia ocupada.
El 7 de septiembre de 1943, el Ejército Nacional mató a Franz Bürkl durante la Operación Bürkl. Este era un agente de la Gestapo de alto rango, responsable del asesinato e interrogatorio brutal de miles de judíos polacos y miembros de la resistencia. En represalia, 20 reclusos de la prisión de Pawiak fueron asesinados por los nazis en una ejecución pública.
En noviembre de 1943, empezó la Operación Most III. El Armia Krajowa proporcionó a los Aliados inteligencia crucial sobre el cohete V2 alemán. De hecho, unos 50 kg de las partes más importantes de un V2 capturado, así como el informe final, análisis, esbozos y fotos, fueron transportados a Brindisi por una aeronave de transporte militar Douglas C-47 Skytrain de la Royal Air Force. A fines de julio de 1944, las partes del V2 fueron enviadas a Londres.

### 1944

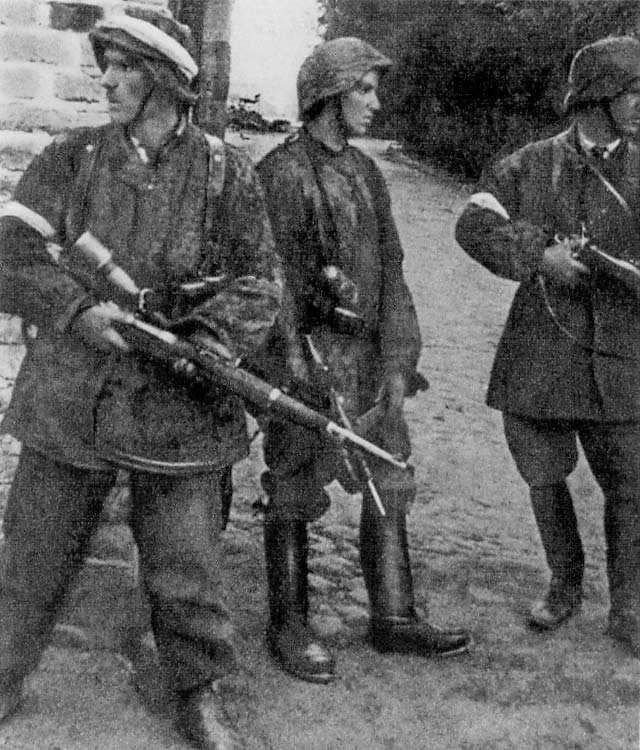
Soldados del Batallón Zośka de la Resistencia polaca durante el Alzamiento de Varsovia de 1944.

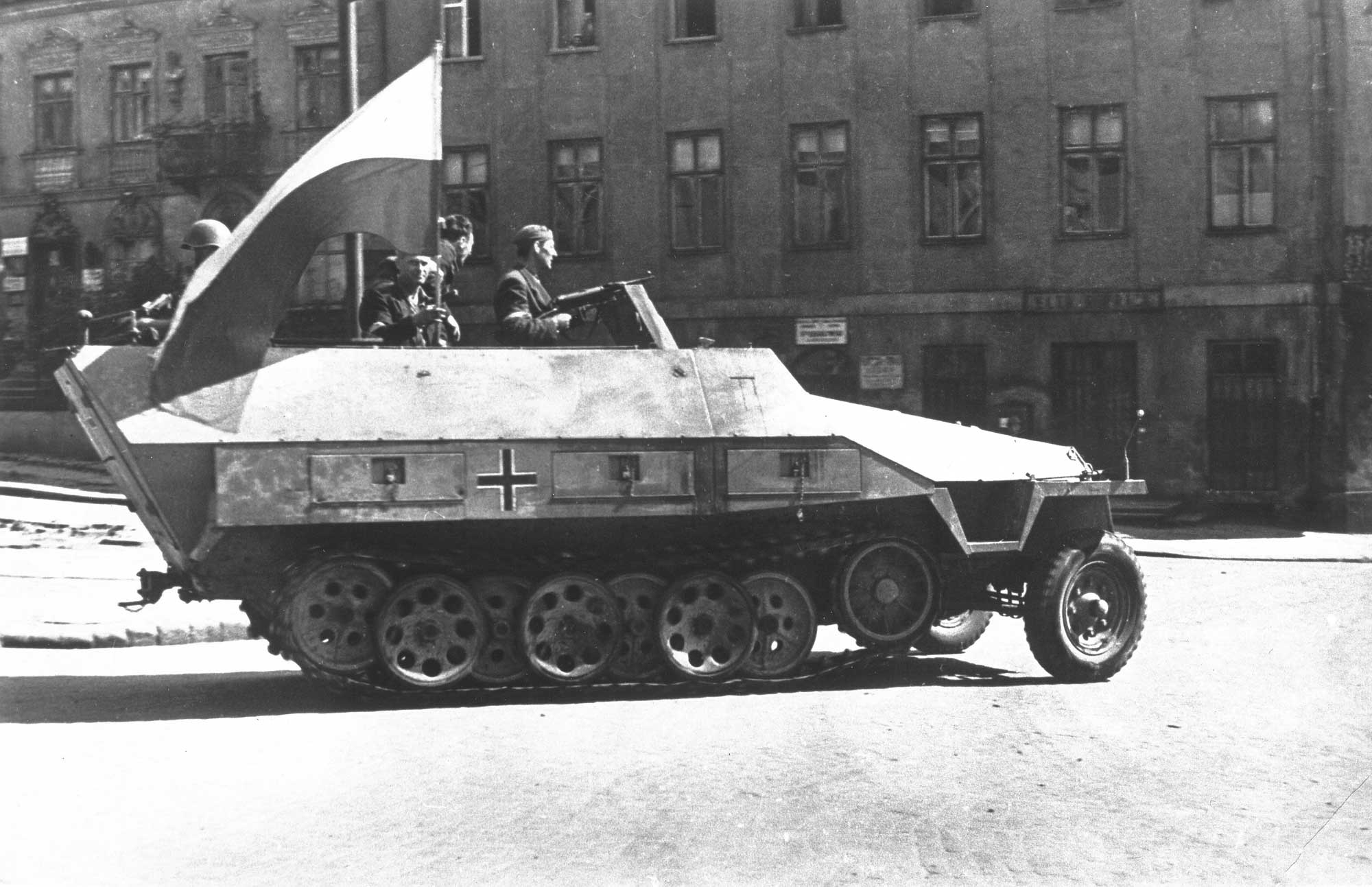
"Lobo gris" con la bandera nacional polaca: Transporte blindado de personal Sd.Kfz. 251 alemán, capturado por los insurgentes del 8.º Regimiento "Krybar" de Varsovia, el 14 de agosto de 1944, de la 5.ª División Panzergrenadier SS Wiking.

El 11 de febrero de 1944, los luchadores de la Resistencia de la unidad del AK Agat ejecutaron a Franz Kutschera, oficial de las SS y jefe de la policía en Varsovia en acción, en el marco de la Operación Kutschera. Como represalia, el 27 de febrero, 140 reclusos de la prisión de Pawiak (polacos y judíos) fueron abaleados en una ejecución pública.
La batalla de Murowana Oszmianka tuvo lugar del 13 al 14 de mayo de 1944 en el mayor enfrentamiento entre el Armia Krajowa (AK, Ejército Nacional) polaco antinazi y la Fuerza de Defensa Territorial Lituana, una fuerza de seguridad de voluntarios lituanos subordinada a la Alemania Nazi. La batalla se llevó a cabo en y cerca del poblado de Murowana Oszmianka en el GeneralBezirk Litauen Reichskommissariat Ostland (actual provincia de Grodno en Bielorrusia). Como resultado de la batalla, el 301.º Batallón del LVR fue derrotado y todas las fuerzas fueron disueltas por los alemanes poco tiempo después.